# Eos Lund IK
IK Eos är en basketklubb i Lund, Sverige. IK Eos tillhör Skånes Basketbollförbund och Svenska Basketbollförbundet. Klubben har en av Sveriges största ungdomsverksamheter men har även ett damlag i Basketligan och ett herrlag i Superettan samt ett utvecklingslag i Basketettan Dam Södra.
IK Eos är den basketbollklubben som grundade Lundaspelen som är en av de största ungdoms-basketturneringarna i Europa

## Historia
Klubben bildades 1949 av Set Odelsberg som också var klubbens först ordförande. Set Odelsberg var från Göteborg ursprungligen och när Odelsberg kom ner till Lund förbjöd han sina gångare att ägna sig åt handboll på vintern för att istället spela korgboll. Det dröjde ända till den 13 januari 1949 innan Odelsberg bildade IK Eos med några bekanta.  Från 1949 tränade IK Eos korgboll på vintrarna och 1953 blev Eos inbjudna av baltiska flyktingar att spela i en basketserie i Lund. IK Eos deltog trots att man aldrig spelat basket förut och basket är inte riktigt detsamma som korgboll. Men det gick oväntat bra för IK Eos och när serien var avslutad stod IK Eos som vinnare utan att förlorat någon match. 1967 valde Set Odelsberg att avgå som ordförande och klubben inriktade sig bara på basket. 
Första gången IK Eos hade ett lag i högsta ligan var då Eskilstuna Basket drog sig ur Damligan inför säsongen 2009/2010 på grund av spelarbrist gick platsen gick till Eos Lund IK , som föregående säsong spelat i Basketettan. 2015 vann IK Eos herrar Superettan.

## Eos Cares
Sedan 2016 har IK Eos byggt upp ett socialt hållbarhetsprogram “Eos Cares”, med ursprungligt syfte att öppna upp föreningen för alla invånare och samhällsgrupper i Lund, samt att utveckla Eoshallen till en mötesplats för integration, språkträning och social etablering. Verksamheten har allt eftersom spridits långt utanför Eoshallen, och Eos Cares driver idag aktiviteter över hela Lunds kommun och även runt om i regionen. Årligen medverkar över 2 500 unika i ndivider, vilket gör Eos Cares till ett av svensk idrottsrörelses största sociala initiativ. Eos Cares verksamhet är indelad i det svensktalande programmet Prisma med fokus på integration av nyanlända, och det engelsktalande programmet Eos Social Hub med fokus på inkludering av samtliga i Lund som söker stöd och sociala sammanhang. Till det senare har även adderats insatser för ukrainska flyktingar.

## Lundaspelen
Den 2-5 januari 1979 arrangerades den första upplagan av Lundaspelen i Basket. 
Allt började med drömmen om att ge idrottande ungdomar möjlighet att lära känna varandra, knyta kontakter över gränserna och få minnen för livet. Denna dröm lever än idag. Den är och förblir kärnan i Lundaspelen.

## Statistik genom åren
Statistik IK Eos Dam
| Säsong    | Nivå | Liga                    | Placering i tabell | Placering efter Slutspel                                       | Spelade matcher* | Vinster* | Förluster* | Poäng* | Notering                             |
| --------- | ---- | ----------------------- | ------------------ | -------------------------------------------------------------- | ---------------- | -------- | ---------- | ------ | ------------------------------------ |
| 2023/2024 | 1.   | Svenska Basketligan Dam | 10.                | Slutade 10:a och avancerade därmed inte vidare till slutspelet | 22               | 5        | 17         | 10     |                                      |
| 2022/23   | 1.   | Svenska Basketligan Dam | 7.                 | Ut i Kvartsfinal, Förlust med 2-0 i matcher mot Södertälje BBK | 20               | 9        | 11         | 18     | *Endast matcher i seriespelet        |
| 2021/22   | 1.   | Svenska Basketligan Dam | 9.                 | Slutade 9:a och avancerade därmed inte vidare till slutspelet  | 26               | 9        | 17         | 26     |                                      |
| 2020/21   | 1.   | Svenska Basketligan Dam | 7.                 | Ut i Kvartsfinal, Förlust med 2-0 i matcher mot Luleå BBK      | 22               | 9        | 13         | 18     |                                      |
| 2019/20   | 1.   | Svenska Basketligan Dam | 9.                 | Ej färdigspelad på grund av Covid-19                           | 18               | 4        | 14         | 8      | Ej färdigspelad på grund av Covid-19 |
| 2018/19   | 1.   | Svenska Basketligan Dam | 6.                 | Ut i Semifinal, Förlust med 2-0 i matcher mot Högsbo Basket    | 20               | 11       | 9          | 22     |                                      |
| 2017/18   | 1.   | Svenska Basketligan Dam | 5.                 | Ut i Kvartsfinal, Förlust med 2-0 i matcher mot Södertälje BBK | 22               | 11       | 11         | 22     |                                      |
| 2016/17   | 1.   | Svenska Basketligan Dam | 6.                 | Ut i Kvartsfinal, Förlust med 2-1 i matcher mot Alvik Basket   | 27               | 12       | 15         | 24     |                                      |

Statistik IK Eos Herr
| Säsong  | Nivå | Liga            | Placering | Placering efter Slutspel | Spelade matcher** | Vinster** | Förluster** | Poäng** | Notering                                                                         |
| ------- | ---- | --------------- | --------- | --- | ----------------- | --------- | ----------- | ------- | -------------------------------------------------------------------------------- |
| 2022/23 | 2.   | Superettan Herr | 9*.       | Ut i Semifinal, vinst i kvartsfinal mot Högsbo Basket med totalt 190-183 över 2 matcher (100-89, 90-94) Förlust med totalt 184-200 över 2 matcher (95-93, 89-107) mot Eskilstuna Basket | 24                | 10        | 14          | 20      | *Tilldelade den sista slutspelsplatsen av Rig Mark**Endast matcher i seriespelet |
| 2021/22 | 2.   | Superettan Herr | 5.        | | 22                | 12        | 10          | 24      |                                                                                  |
| 2020/21 | 2.   | Superettan Herr | 2.        | | 5                 | 5         | 0           | 10      | Ej färdigspelad på grund av Covid-19                                             |
| 2019/20 | 2.   | Superettan Herr | 2.        | | 24                | 19        | 5           | 38      | Slutspel ej färdigspelat på grund av Covid-19                                    |
| 2018/19 | 2.   | Superettan Herr | 3.        | | 24                | 14        | 10          | 34      |                                                                                  |

Statistik IK Eos Damer utveckling
| Säsong  | Nivå | Liga                  | Placering | Spelade matcher* | Vinster* | Förluster* | Poäng* | Notering                                      |
| ------- | ---- | --------------------- | --------- | ---------------- | -------- | ---------- | ------ | --------------------------------------------- |
| 2022/23 | 2.   | Basketettan Dam Södra | 9.        | 26               | 10       | 16         | 20     | *Endast matcher i seriespelet                 |
| 2021/22 | 2.   | Basketettan Dam Södra | 6.        | 20               | 10       | 10         | 20     |                                               |
| 2020/21 | 2.   | Basketettan Dam Södra | 6.        | 3                | 2        | 1          | 4      | Ej färdigspelad på grund av Covid-19          |
| 2019/20 | 2.   | Basketettan Dam Södra | 7.        | 20               | 11       | 9          | 22     |                                               |
| 2018/19 | 2.   | Basketettan Dam Södra | 1.        | 18               | 17       | 1          | 34     | Förlorade kvalet till Svenska Basketligan Dam |

## Spelartrupp 2023-2024 (Damer)
| Nr                                                                                                  | Nation  | Namn              | Pos. |
| --------------------------------------------------------------------------------------------------- | ------- | ----------------- | ---- |
| 5                                                                                                   | Sverige | Hanna Klingberg   | G    |
| 6                                                                                                   | Sverige | Linnea Malmgren H | G    |
| 7                                                                                                   | USA     | Makayla Daniels   | G    |
| 8                                                                                                   | Sverige | Patricia Axelsson | G/F  |
| 9                                                                                                   | Sverige | Ester Olsson      | F    |
| 10                                                                                                  | Sverige | Alma Johansson H  | F/C  |
| 11                                                                                                  | Sverige | Hilma Gross       | F    |
| 13                                                                                                  | USA     | Jordan Cruz       | G    |
| 14                                                                                                  | Sverige | Cecilia Holmberg  | F/C  |
| 15                                                                                                  | Sverige | Stina Karlsson    | G    |
| 17                                                                                                  | Sverige | Klara Bergholtz   | F/C  |
| 21                                                                                                  | Sverige | Sanna Wieloch     | F    |
| C = Center \| F = Forward \| G = Guard \| H = Hemmafostrade spelare (minst 3 år i klubben (ungdom)) |         |                   |      |

## Spelartrupp 2023-2024 (Herrar)
| Nr                                                                                                  | Nation  | Namn                | Pos. |
| --------------------------------------------------------------------------------------------------- | ------- | ------------------- | ---- |
| 0                                                                                                   | Sverige | Olle Karlsson       | F    |
| 1                                                                                                   | Sverige | Nils Kihlström H    | G    |
| 2                                                                                                   | Sverige | Mikai Klintman      | G    |
| 3                                                                                                   | Sverige | Eliott Caldwell H   | F    |
| 4                                                                                                   | Sverige | Nikola Miskovic H   | G    |
| 5                                                                                                   | Sverige | Hugo Grundström H   | G    |
| 6                                                                                                   | Sverige | Viktor Stepanovski  | G    |
| 7                                                                                                   | Sverige | Johan Aasa          | F    |
| 8                                                                                                   | Sverige | Jacob Jangered H    | C    |
| 9                                                                                                   | Sverige | Elias Hadir H       | G    |
| 10                                                                                                  | Island  | Unnstein Karason    | G    |
| 12                                                                                                  | Sverige | Kembo Nilsson H     | F    |
| 19                                                                                                  | Sverige | Marc Benson         | C    |
| 20                                                                                                  | Sverige | Adnan Karovic H     | G    |
| 21                                                                                                  | Sverige | Andreas Von Uthmann | F/C  |
| C = Center \| F = Forward \| G = Guard \| H = Hemmafostrade spelare (minst 3 år i klubben (ungdom)) |         |                     |      |

## Spelartrupp 2023-2024 (Damer Utveckling)
| Nr                                                                                                  | Nation  | Namn                          | Pos. |
| --------------------------------------------------------------------------------------------------- | ------- | ----------------------------- | ---- |
| 1                                                                                                   | Sverige | Iris Wendel H                 | G    |
| 2                                                                                                   | Sverige | Cornelia Pettersson Holmberg  | F    |
| 3                                                                                                   | Sverige | Amanda Magnusson H            | G    |
| 4                                                                                                   | Sverige | Frida Schultz H               | G    |
| 5                                                                                                   | Sverige | Elin Quintanilla Albertsson H | F    |
| 6                                                                                                   | Sverige | Celia Prawita                 | G    |
| 7                                                                                                   | Sverige | Sara Åkerberg H               | G    |
| 8                                                                                                   | Sverige | Lisa Svensson                 | G    |
| 9                                                                                                   | Sverige | Stina Karlsson H              | G    |
| 10                                                                                                  | Sverige | Tova Berg                     | F    |
| 11                                                                                                  | Sverige | Ida Billing H                 | G    |
| 13                                                                                                  | Sverige | Sanna Wieloch                 | F/C  |
| 13                                                                                                  | Sverige | Alexandra Nistor H            | G    |
| 14                                                                                                  | Sverige | Aina Petterström H            | F    |
| 15                                                                                                  | Sverige | Elsa Mingert H                | F    |
| 16                                                                                                  | Sverige | Narin Sevimli H               | F/C  |
| 17                                                                                                  | Sverige | Hedda Berntson H              | G    |
| C = Center \| F = Forward \| G = Guard \| H = Hemmafostrade spelare (minst 3 år i klubben (ungdom)) |         |                               |      |